# Paul van de Rovaart
Paul van de Rovaart   (Utrecht, 24 de gener de 1904 - Ommen, 24 de novembre de 1995) va ser un jugador d'hoquei sobre herba neerlandès que va competir durant la dècada de 1920.
El 1928 va prendre part en els Jocs Olímpics d'Amsterdam, on va guanyar la medalla de plata com a membre de l'equip neerlandès en la competició d'hoquei sobre herba.